# 메가뱅크
메가뱅크(일본어: メガバンク 메가반쿠[*], 영어: megabank)는 일본에서 거대한 수익 규모와 자산을 가진 은행 및 은행 그룹 또는 1조 달러 이상의 총 자산을 가진 은행 그룹이다.
보통 일본의 메가뱅크는 산와 은행을 기반으로하는 미쓰비시 UFJ 은행, 스미토모 은행을 기반으로 하는 미쓰이스미토모 은행, 미즈호 은행을 의미한다.